# 핀란드의 카렐리야 지협 재탈환
핀란드의 카렐리야 지협 재탈환은 1941년 계속전쟁 시기 핀란드가 소련의 카렐리야 지협 지역에 공세해 탈환한 사건이다.

## 같이 보기
- 핀란드의 라도가 카리알라 재탈환